# Кастельтерміні
Кастельтерміні (італ. Casteltermini, сиц. Casteltèrmini) — муніципалітет в Італії, у регіоні Сицилія,  провінція Агрідженто.
Кастельтерміні розташоване на відстані близько 500 км на південь від Рима, 70 км на південь від Палермо, 25 км на північ від Агрідженто.
Населення — 8331 особа (2014).

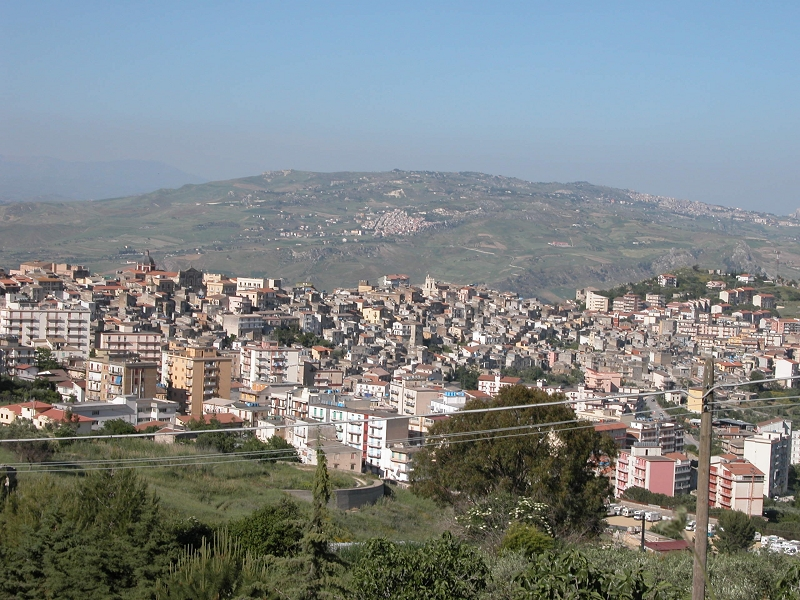

Щорічний фестиваль відбувається 5 квітня. Покровитель — San Vincenzo Ferreri.

## Демографія
Населення за роками:

Станом на 1 січня 2023 року в муніципалітеті офіційно проживало 99 іноземців з 25 країн, серед них 54 громадяни країн Євросоюзу та 2 громадяни України.

## Сусідні муніципалітети
- Аккуавіва-Платані
- Арагона
- Каммарата
- Кампофранко
- Сан-Б'яджо-Платані
- Сант'Анджело-Муксаро
- Санто-Стефано-Куїскуїна
- Сутера